# 3457 Arnenordheim
3457 Arnenordheim је астероид главног астероидног појаса са средњом удаљеношћу од Сунца која износи 2,855 астрономских јединица (АЈ).
Апсолутна магнитуда астероида је 11,8.